# تپه قوشه‌جه
تپه قوشه جه در شهرستان ترکمن، بخش گمیشان، روستای کتوک واقع شده و این اثر در تاریخ ۱۰ خرداد ۱۳۸۲ با شمارهٔ ثبت ۸۸۷۲ به‌عنوان یکی از آثار ملی ایران به ثبت رسیده است.